# Тарасівка (Криворізький район)
Тара́сівка — село в Україні, в Софіївській селищній громаді Криворізького району Дніпропетровської області.
Орган місцевого самоврядування — Софіївська селищна рада. Населення — 54 мешканців.

## Географія
Село Тарасівка знаходиться на відстані 0,5 км від села Катеринівка та за 1,5 км від села Широке. По селу протікає пересихає струмок з загати.

## Історія
У 50-х роках провадилося переселення з Волині на Наддніпрянщину. Зокрема з Привітного сюди приїхала родина Антона Трофим'юка.

## Населення

### Мова
Розподіл населення за рідною мовою за даними перепису 2001 року:
| Мова       | Відсоток |
| ---------- | -------- |
| українська | 96,3 %   |
| російська  | 3,7 %    |

## Інтернет-посилання
- Погода в селі Тарасівка